# کلایر وارد
کلایر مارگارت وارد (به انگلیسی: Claire Margaret Ward) (زاده: ۹ می ۱۹۷۲) عضو حزب کارگر انگلیس و رئیس انجمن تکنسین‌های داروخانه ایرلند است. وی ۱۳ سال عضو پارلمان انگلیس و یکسال وزیر دادگستری انگلیس بوده‌است.